# Comuna Dve Moghili, Ruse
Dve Moghili (în bulgară Две могили) este o comună în regiunea Ruse, Bulgaria, formată din orașul Dve Moghili și satele Baniska, Batișnița, Băzoveț, Cilnov, Karan Vărbovka, Kațelovo, Moghilino, Ostrița, Pepelina, Pomen și Șirokovo. 

## Demografie
Componența etnică a comunei Dve Moghili
     Romi (10,58%)
     Bulgari (54,08%)
     Turci (26,67%)
     Nicio identificare (8,45%)
     Altele (0,2%)
La recensământul din 2011, populația comunei Dve Moghili era de 9.442 locuitori. Din punct de vedere etnic, majoritatea locuitorilor (54,08%) erau bulgari, existând și minorități de turci (26,67%) și romi (10,58%). Pentru 8,45% din locuitori nu este cunoscută apartenența etnică.